# Degeneria
Деґенерія (Degeneria) — рід рослин порядку магнолієцвіті (Magnoliales), єдиний у родині деґенерієві (Degeneriaceae).

## Відкриття
Рід і родину описали американські ботаніки Альберт Сміт тв Ірвінг Бейлі. Відкриття деґенерії стало сенсацією у ботаніці, оскільки вона виявилася однією з найпримітивніших квіткових рослин.

## Будова
Високе дерево з потріскаю корою і простими шкірястими листями. Квіти середніх розмірів, одинарні на високих квітоніжках, з 12 пелюстками в 3-4 ряди. Квіти мають до 32 широких листкоподібних м'ясистих тичинок, що мають примітивну форму — 4 довгих тонких пиляка (мікроспорангія) на внутрішньому боці пласкої тичинки. Сформованої приймочки у деґенерії немає. Замість неї є приймальна поверхня, що тягнеться по маточці. Між маточкою та тичинками розміщено 9-16 стерильних тичинок-стамінодій.
Плід довжиною близько 5 см, містить у собі багато насінин. Специфічну будову має зародок рослини. Хоч рослина належить до дводольних, він має три-чотири сім'ядолі, що розглядається науковцями свідчення архаїчності будови.

## Життєвий цикл
Запилюється дрібними жуками родів Haptoncus з родини Блискітники (Nitidulidae), яких приваблюють соковиті стамінодії. Це підтверджує гіпотезу ботаніків, що перші квіткові рослини запилювалися жуками.

## Поширення та середовище існування
Росте на островах Фіджі.